# Forsidefruer
Forsidefruer var et dansk tv-program på TV3, der portrætterede seks kvinder, der alle er kendt fra de kulørte blade. Programmet var løst baseret på det amerikanske realityprogram, Real Housewives, og følger både kvinderne individuelt og sammen i hverdagens situationer.
I programmet mødte seerne også fruernes familier, bl.a. Jannis mand, Karsten, Tinas mand, Allan, Amalies mor, Lotte, og Jackies kæreste, Rasmus.
I flere sæsoner fulgte man fruerne, når de sammen eller i mindre grupper rejste ud i verden. I sæson 5 besøgte de således Dubai, i sæson 7 Paris og i sæson 9 Færøerne.
Programmet havde en spin-off serie der hed “Fruerne uden Filter” (2018 – 2019), og det var tilgængeligt til streaming på Viafree. Her så man skiftevis to af fruerne sammen kommentere ugens program.
Sæsonerne 5-7 blev afsluttet med et talkshow med Jakob Kjeldbjerg som vært. Her mødtes fruerne og diskutererede begivenhederne i den forgangne sæson.
Sæson 11 blev den foreløbigt sidste, da TV3 har valgt at sætte serien på pause. Forud for sæsonens afslutning, annoncerede Karina von d'Ahé, at hun har valgt at forlade serien.

## Medvirkende
| Medvirkende               | Sæson   | Sæson   | Sæson   | Sæson   | Sæson   | Sæson   | Sæson   | Sæson   | Sæson   | Sæson   | Sæson   |
| Medvirkende               | 1       | 2       | 3       | 4       | 5       | 6       | 7       | 8       | 9       | 10      | 11      |
| Fruerne                   | Fruerne | Fruerne | Fruerne | Fruerne | Fruerne | Fruerne | Fruerne | Fruerne | Fruerne | Fruerne | Fruerne |
| ------------------------- | ------- | ------- | ------- | ------- | ------- | ------- | ------- | ------- | ------- | ------- | ------- |
| Amalie Szigethy           | Fast    | Fast    | Fast    | Fast    | Fast    | Fast    | Fast    | Fast    | Fast    | Fast    | Fast    |
| Sarah Louise Christiansen | Fast    | Fast    | Fast    | Fast    |         |         |         |         |         |         |         |
| Tina Lund                 | Fast    | Fast    | Fast    | Fast    | Fast    | Fast    | Fast    | Fast    | Fast    | Fast    | Fast    |
| Gunnvør Dalsgaard         | Fast    | Fast    | Fast    | Fast    | Fast    | Fast    | Fast    | Fast    | Fast    | Fast    | Fast    |
| Janni Ree                 | Fast    | Fast    | Fast    | Fast    | Fast    | Fast    | Fast    | Fast    | Fast    | Fast    | Fast    |
| Jackie Navarro            |         | Fast    | Fast    | Fast    | Fast    | Fast    | Fast    | Fast    | Fast    | Fast    | Fast    |
| Karina von d'Ahé          |         |         |         |         | Fast    | Fast    | Fast    | Fast    | Fast    | Fast    | Fast    |
| Talkshow-vært             |         |         |         |         |         |         |         |         |         |         |         |
| Jakob Kjeldbjerg          |         |         |         |         | Fast    | Fast    | Fast    |         |         |         |         |